# Ziusudra
Ziusudra (sum. zi-u4-sud-ra, tłum. „życie długich dni”) – bohater historii o potopie w jej sumeryjskiej wersji, zapisanej na jednej, mocno uszkodzonej tabliczce, pochodzącej najprawdopodobniej z końca okresu starobabilońskiego. Zachowany w jednej trzeciej tekst utworu jest pierwotną historią o potopie znaną z akadyjskiego Eposu o Gilgameszu. Bogowie decydują się spuścić potop, „aby zniszczyć nasienie ludzkości”. Jednemu z bogów, Enkiemu, robi się żal rodzaju ludzkiego i instruuje Ziusudrę, króla miasta Szuruppag (akad. Szuruppak), jak ma zbudować wielką łódź, w której będzie mógł przetrwać potop. Po uratowaniu się Ziusudra składa ofiarę dziękczynną, otrzymuje od bogów życie wieczne i zamieszkuje w odległym kraju Dilmun.